# Listă de expoziții din România
Aceasta este o listă de expoziții din România:
- Black Sea Defense & Aerospace
- CERF
- HIFIarena
- IFABO
- Romanian Boat Show
- SIAB
- Salonul de Motociclete, Accesorii și Echipamente București (SMAEB), aflat la a 10-a ediție în 2012.[1][2]

- Târgul de Turism al Romaniei
- Inventika
- Târgul Internațional București - TIB [3]
- Inventik[4][5]
- Expopetrogaz
- Expomil
- Denta - expoziția internațională de echipamente, instrumentar, accesorii, materiale și produse chimico-farmaceutice pentru medicina dentară și produse pentru igiena orală
- Suveniruri - expozița internațională specializată de cadouri
- Kidex - reunește producători, importatori și distribuitori de produse pentru copii
- Romtherm - Expoziție internațională pentru echipamente de încălzire, răcire și de condiționare a aerului
- Confintex, Târg de Îmbrăcăminte și Încălțăminte din Brașov, aflat la a 98-a ediție în 2011 -

- Indagra - cea mai mare expoziție de echipamente și produse din domeniul agriculturii, zootehniei și alimentației [6][7]

## Cultură
- BookFest - târg de carte
- Gaudeamus - târg internațional de carte de învățătură, organizat de Societatea Română de Radiodifuziune
- BookLand [8][9]
- Bookarest [10][11][12][13]
- Librex (Iași) [14][15]
- Gala Industriei de Carte „Bun de Tipar” (aflată la a doua ediție în 2013)[16]
- Kilipirim, târg de carte cu discount [17][18]

## Medicină
- AR-Medica - Expoziție internațională de aparatură medicală, aparatură stomatologică, farmacie, ortopedie, optică si servicii conexe - Arad. [19] [nefuncțională]

## Religie
- Târgul Internațional de Veșminte, Icoane, Cărți și Obiecte Bisericești (TOB)[20][21][22]

## Artă
- Târgul de Bijuterie Contemporană - AUTOR[23]
- Expoziția Absolvenților Universității de Artă și Design Cluj Napoca

## Artă populară
- Expoziția de artă populară tradițională „Sipetul bunicii” din Buhalnița, Iași [24][25]
- Târgul Creatorilor Populari din România din Dumbrava Sibiului [26][27]

## Meșteșuguri
- Târgul național de Ceramică „Cucuteni 5000” din Copou, Iași [28][29][30][31]
- Târgului Olarilor din Sibiu [32]
- Târgul Meșterilor Populari din Iași[33][34]
- Târgul Meșterilor Populari din Alba Iulia [35]
- Târgul Meșteșugarilor din Botoșani [36]
- Târgul Internațional „Frumos. Ceramic. Folositor. Ceramica de Sibiu” din Dumbrava Sibiului [37]
- Târgul Meșterilor Populari Olteni, organizat la Târgu Jiu [38]
- Next Season, Targul International de Incaltaminte, Confectii si Accesorii din Piele